# Distrito de Saint-Paul
El distrito de Saint-Paul es un distrito (en francés arrondissement) de Francia, que se localiza en el département La Reunión (en francés Réunion), de la région La Reunión. Cuenta con 10 cantones y 5 comunas.
La capital de un departamento se llama subprefectura (sous-préfecture). Cuando un departamento contiene la prefectura (capital) del departamento, esa prefectura es la capital del distrito, y se comporta tanto como una prefectura como una subprefectura.

## División territorial

### Cantones
Los cantones del distrito de Saint-Paul son:
1. Les Avirons
2. L'Étang-Salé
3. Saint-Leu cantón primero
4. Saint-Leu cantón segundo
5. Saint-Paul cantón primero
6. Saint-Paul cantón segundo
7. Saint-Paul cantón tercero
8. Saint-Paul cantón cuarto
9. Saint-Paul cantón quinto
10. Les Trois-Bassins

### Comunas
| 1. Les Avirons (97401)  | 2. Saint-Leu (97413) | 3. Saint-Paul (97415) | 4. Les Trois-Bassins (97423) |
| 5. L'Étang-Salé (97404) |                      |                       |                              |